# HSAS
Hagar Schon Aaronson Shrieve (geläufige Kurzform: HSAS) war eine Hard-Rock-Supergroup bestehend aus dem Sänger Sammy Hagar, dem Gitarristen Neal Schon, dem Bassisten Kenny Aaronson und dem Schlagzeuger Michael Shrieve. Die Gruppe veröffentlichte ein Album mit dem Titel Through the Fire, dessen Songs allesamt während zwei Konzerten in San Francisco aufgenommen wurden, und das eine Coverversion des Procol-Harum-Hits A Whiter Shade of Pale enthielt.

## Gründung
Nachdem Journey im Frühjahr 1983 ihr Album Frontiers veröffentlicht hatten, entschied sich Gitarrist Neal Schon, ein Projekt mit Sammy Hagar zu starten. Hagar hatte sein Album Three Lock Box Ende 1982 veröffentlicht und war anschließend für einen dreimonatigen Safariurlaub nach Afrika gereist.
Schon und Hagar begannen, nach anderen Musikern zu suchen, um eine Band zusammenzustellen. In einem Interview, das er Mitte 1983 gab, sagte Schon dazu: Sammy und ich kommen sehr gut miteinander aus. Wir arbeiten schon zusammen an einer Schallplatte, und die wird ein echter Killer! Im Moment haben wir David Carmassi, der schon für Sammy Schlagzeug gespielt hat, und wir suchen noch einen Bassisten. Wir haben ein bisschen mit Tom Petersson gearbeitet, aber ich glaube, er hat andere Verpflichtungen.
Schon ging von Februar bis September 1983 mit Journey auf die Frontiers-Tournee und nahm anschließend die Arbeit mit Hagar wieder auf. Zu diesem Zeitpunkt war Carmassi bereits aus dem Projekt ausgestiegen. Daraufhin wurde Michael Shrieve, der in den frühen 1970er Jahren bereits mit Neal Schon in der Carlos-Santana-Band gespielt hatte, der Posten hinter dem Schlagzeug angeboten, als Bassist konnte Kenny Aaronson gewonnen werden, der unter anderem in der Gruppe "Foghat" gespielt hatte.

## Through the Fire
Um das Album aufzunehmen, spielte die Gruppe vom 9. bis 21. November 1983 mehrere Konzerte für das Radionetzwerk Westwood One. Zwei dieser Konzerte, nämlich die vom 14. und 15. November in San José/Kalifornien, wurden von MTV aufgenommen und übertragen. Diese Aufnahmen wurden zumindest einmal gesendet, aber bisher nicht veröffentlicht. Die für das Album verwendeten Aufnahmen aus San Francisco wurden anschließend im Studio bearbeitet, die Publikumsgeräusche wurden entfernt. Das Album wurde im Dezember 1983 fertiggestellt und 1984 veröffentlicht; es erreichte Platz 42 der Billboard 200.
Die einzige veröffentlichte Single des Albums war 1984 die Coverversion von A Whiter Shade of Pale, die Platz 94 der Billboard Hot 100 erreichte.
HSAS nahm nur dieses eine Album auf, bevor Schon zu Journey zurückkehrte und Hagar sein Album VOA aufnahm, wonach er als Sänger bei Van Halen engagiert wurde und dort die Nachfolge von David Lee Roth antrat. Hagar und Schon arbeiteten fast 20 Jahre später noch einmal beim kurzlebigen Planet Us-Projekt zusammen.
Through the Fire wurde 2004 erneut veröffentlicht.

## Produktionsnotizen
Through the Fire wurde von Sammy Hagar produziert und von Greg Ladanyi abgemischt, Toningenieur war Don Smith.

## Diskografie

### Studioalben
| Jahr | Titel            | Höchstplatzierung, Gesamtwochen, AuszeichnungChartplatzierungen (Jahr, Titel, Platzierungen, Wochen, Auszeichnungen, Anmerkungen) | Höchstplatzierung, Gesamtwochen, AuszeichnungChartplatzierungen (Jahr, Titel, Platzierungen, Wochen, Auszeichnungen, Anmerkungen) | Anmerkungen                    |
| Jahr | Titel            | UK | US | Anmerkungen                    |
| ---- | ---------------- | --- | --- | ------------------------------ |
| 1984 | Through the Fire | UK92 (1 Wo.)UK | US42 (18 Wo.)US | Erstveröffentlichung: Mai 1984 |

### Singles
| Jahr | Titel Album                           | Höchstplatzierung, Gesamtwochen, AuszeichnungChartplatzierungen (Jahr, Titel, Album, Platzierungen, Wochen, Auszeichnungen, Anmerkungen) | Höchstplatzierung, Gesamtwochen, AuszeichnungChartplatzierungen (Jahr, Titel, Album, Platzierungen, Wochen, Auszeichnungen, Anmerkungen) | Anmerkungen                    |
| Jahr | Titel Album                           | UK | US | Anmerkungen                    |
| ---- | ------------------------------------- | --- | --- | ------------------------------ |
| 1984 | Whiter Shade of Pale Through the Fire | — | US94 (2 Wo.)US | Erstveröffentlichung: Mai 1984 |